# Campionati italiani di taekwondo del 2016
I Campionati italiani di taekwondo del 2016 sono stati organizzati dalla Federazione Italiana Taekwondo e si sono svolti all'interno del PalaCalafiore di Reggio Calabria in Calabria, dal 10 al 12 giugno 2016.
L'evento, riservato alle cinture nere senior, ha assegnato medaglie in otto categorie di peso diverse sia agli uomini che alle donne.
Si è trattata della quarantasettesima edizione dei campionati.

## Podi

### Uomini
| Categoria               | Oro                                       | Argento                                  | Bronzo                                                                         |
| fino a 54 kg (dettagli) | Antonio Flecca Vigili del Fuoco           | Teodoro Ravone (Tkd Gold Team)           | Michele Santecchia (Tkd Olimpic Ancona) Angelo Adda (Asd Canguro)              |
| fino a 58 kg (dettagli) | Domenico Gemma Esercito                   | Saverio Brutto Vigili del Fuoco          | Giuseppe Bonaccorso (Tkd Sport Center) Francesco Caulo (C.S. Canguro)          |
| fino a 63 kg (dettagli) | Simone Crescenzi Esercito                 | Nickolas Pugliese (Tkd Competition)      | Maarte Di Pietro (Dragon Fighter Tkd) Gabriele Crisafulli Fiamme Oro           |
| fino a 68 kg (dettagli) | Luciano Bonaccorso (Asd Tkd Sport Center) | Gianmarco Moschin (Asd Città di Piave)   | Gennaro Apollaro (Centro Tkd Kukkiwon) Mariano Bucolo (Tiger's Den Barcellona) |
| fino a 74 kg (dettagli) | Davide Spinosa Fiamme Oro                 | Giuseppe Bassi (Centro Azzurro Tkd)      | Attilio Fabio Ventola (Tkd Gold Team) Alessio Di Venanzio (Fighter Tkd Adv)    |
| fino a 80 kg (dettagli) | Cristian Clementi Fiamme Oro              | Matteo Marjanovic (Olimpic Tkd Verona)   | Pasquale Chinese (New Olimpic Scampia) Fabio Sottile Fiamme Oro                |
| fino a 87 kg (dettagli) | Daniele Abbafati (Asd Tkd 16)             | Gianni Guglielmo Carabinieri             | Bruno Natale (Gymnagar Futura) Marcello Massafra (Tkd Taranto)                 |
| Oltre 87 kg (dettagli)  | Antonio D'Angelo (Asd Flegrea)            | Matteo Milani (Tkd Brunetti Cus Bergamo) | Gennaro Sena (Asd Condor) Andrea Fadini (Centro Tkd Cosenza)                   |

### Donne
| Categoria               | Oro                                      | Argento                                   | Bronzo                                                                           |
| fino a 46 kg (dettagli) | Roberta Paccariè Fiamme Oro              | Maddalena Tortorella (Futurama Club)      | Alessia Chimera (il Drago e la Tigre) Chiara Fiore (Accademia Tkd Perulli)       |
| fino a 49 kg (dettagli) | Jessica Salsedo (Scuola Tkd Nolano)      | Letizia Di Blasio (Tkd Tricolore)         | Silvia Rossi (Scuola Tkd Genova) Martina Lanzilao (Centro Tkd Palermo)           |
| fino a 53 kg (dettagli) | Jennifer Fabri (Fighter Tkd Adv)         | Benedetta Stranieri (New Marzial Mesagne) | Francesca Radaelli (New Marzial Mesagne) Emanuela Pacchiarotti (Fighter Tkd Adv) |
| fino a 57 kg (dettagli) | Lidia Ungari (Scuola Tkd Nolano)         | Giulia Taschini Fiamme Oro                | Cristina Gaspa Esercito Marta Barletta (Accademia Tkd Toscana)                   |
| fino a 62 kg (dettagli) | Daniela Rotolo Fiamme Oro                | Natalia D'Angelo Fiamme Oro               | Grazia Moccia (Tkd Avellino) Beatrice Pirazzi (Centro Tkd Prati)                 |
| fino a 67 kg (dettagli) | Cristiana Rizzelli Esercito              | Alessia Cipollaro (Futurama Club)         | Yvonne Passamonti (Scuola Tkd Nolano) Francesca Mastrantuono (Centro Tkd Scauri) |
| fino a 73 kg (dettagli) | Maristella Smiraglia (Centro Tkd Foggia) | Marina Rizzelli (Olympic Tkd Giannone)    | Annapaola Meduri (Tkd Salerno) Roberta Menegoni (Asd Musado Velletri)            |
| Oltre 73 kg (dettagli)  | Laura Giacomini (Tkd Tricolore)          | Pasqua Alberga (Tkd Kim Yu Sin)           | -                                                                                |

## Medagliere società
| Pos. | Società                  | Oro | Argento | Bronzo |   |
| ---- | ------------------------ | --- | ------- | ------ | - |
| 1    | Fiamme Oro               | 4   | 2       | 2      | 8 |
| 2    | Esercito                 | 3   | 0       | 1      | 4 |
| 3    | Scuola Tkd Nolano        | 2   | 0       | 1      | 3 |
| 4    | Vigili del Fuoco         | 1   | 1       | 0      | 2 |
| 4    | Tkd Tricolore            | 1   | 1       | 0      | 2 |
| 5    | Fighter Tkd Adv          | 1   | 0       | 2      | 3 |
| 6    | Asd Tkd Sport Center     | 1   | 0       | 0      | 1 |
| 6    | Asd Flegrea              | 1   | 0       | 0      | 1 |
| 6    | Centro Tkd Foggia        | 1   | 0       | 0      | 1 |
| 6    | Asd Tkd 16               | 1   | 0       | 0      | 1 |
| 7    | Futurama Club            | 0   | 2       | 0      | 2 |
| 8    | New Marzial Mesagne      | 0   | 1       | 1      | 2 |
| 8    | Tkd Gold Team            | 0   | 1       | 1      | 2 |
| 8    | Carabinieri              | 0   | 1       | 0      | 1 |
| 8    | Tkd Competition          | 0   | 1       | 0      | 1 |
| 8    | Centro Azzurro Tkd       | 0   | 1       | 0      | 1 |
| 8    | Tkd Brunetti Cus Bergamo | 0   | 1       | 0      | 1 |
| 8    | Olympic Tkd Giannone     | 0   | 1       | 0      | 1 |
| 8    | Asd Città di Piave       | 0   | 1       | 0      | 1 |
| 8    | Olimpic Tkd Verona       | 0   | 1       | 0      | 1 |
| 8    | Tkd Kim Yu Sin           | 0   | 1       | 0      | 1 |
| 9    | Centro Tkd Kukkiwon      | 0   | 0       | 1      | 1 |
| 9    | Centro Tkd Prati         | 0   | 0       | 1      | 1 |
| 9    | Scuola Tkd Genova        | 0   | 0       | 1      | 1 |
| 9    | Tkd Olimpic Ancona       | 0   | 0       | 1      | 1 |
| 9    | Tkd Sport Center         | 0   | 0       | 1      | 1 |
| 9    | Gymnagar Futura          | 0   | 0       | 1      | 1 |
| 9    | Asd Canguro              | 0   | 0       | 1      | 1 |
| 9    | Centro Tkd Scauri        | 0   | 0       | 1      | 1 |
| 9    | Asd Condor               | 0   | 0       | 1      | 1 |
| 9    | Dragon Fighter Tkd       | 0   | 0       | 1      | 1 |
| 9    | Tkd Taranto              | 0   | 0       | 1      | 1 |
| 9    | Accademia Tkd Perulli    | 0   | 0       | 1      | 1 |
| 9    | C.S. Canguro             | 0   | 0       | 1      | 1 |
| 9    | Tiger's Den Barcellona   | 0   | 0       | 1      | 1 |
| 9    | New Olimpic Scampia      | 0   | 0       | 1      | 1 |
| 9    | Centro Tkd Cosenza       | 0   | 0       | 1      | 1 |
| 9    | il Drago e la Tigre      | 0   | 0       | 1      | 1 |
| 9    | Centro Tkd Palermo       | 0   | 0       | 1      | 1 |
| 9    | Accademia Tkd Toscana    | 0   | 0       | 1      | 1 |
| 9    | Tkd Avellino             | 0   | 0       | 1      | 1 |
| 9    | Tkd Salerno              | 0   | 0       | 1      | 1 |
| 9    | Asd Musado Velletri      | 0   | 0       | 1      | 1 |